# 劉翔 (1906年)
劉翔（1906年1月12日—?），字奉先（一说风轩），湖北省鄂城县段店镇中湾村烽火湾人，生前曾任湖北省第八行政督察区专员，於1949年接替黃強派任擔任台湾省高雄市市長一職，任职仅一年零三个月。